# Clarisse Valérie
Clarisse Valérie Wopso, de son vrai nom Dany Clarisse Akame, née en 1979 à Sagmelima, région du Sud-Cameroun et morte peu avant le 1er août 2018 en France, est une chanteuse et danseuse camerounaise, rendue célèbre par son concept dansant[Quoi ?] Wopso.

## Biographie

### Carrière
Clarisse Valérie se révèle au public en 2005, avec la sortie de son premier album titré Wopso, nom qu'elle associera à son style musical. Elle se distingue par la multitude de tenue qu'elle abhorrait dans ses clips. Elle est sacrée meilleure révélation féminine aux Kora Awards en 2005.

### Décadence
Clarisse Valérie confronte ses premières difficultés avec le décès de son premier époux, de suite de troubles psychologiques, en Belgique ; ensuite, elle se marie une deuxième fois, mariage qui se solde par un échec en 2010 et se retrouve dès lors dans la rue. L'artiste congolais Roga Roga accepte de l'héberger, dans l'attente qu'aboutisse sa demande de logement. En même temps, plusieurs attitudes et états de démence s'observent chez l'artiste et dans des vidéos qu'elle publie.

### Décès
Clarisse Valérie est retrouvée morte dans l'après-midi du 1er août 2018, dans la résidence de Marigny Les-Compiègne, en état de décomposition. Son décès remonterait à une semaine avant la découverte de son corps. Elle est enterrée à Mbpwang, dans Sangmélima le 19 août 2018.

## Discographie
- 2005 : Wopso
- 2007 : La soucoupe wopso
- 2009 : Le sucre frappé du cosmos
- 2012 : Voleur de plaisir
- 2012 : Akopaumaire
- 2012 : Eva jeanne
- 2012 : Résistance
- 2012 : Tout se paie ici bas

## Distinctions
- 2005 : meilleure révélation féminine aux Kora Awards[6].